# محمود أباد (أذربيجان الغربية)
محمود أباد (بالفارسية: محمودآباد) هي مدينة تقع في إيران في قسم. يقدر عدد سكانها بـ 34,204 نسمة .